# Мауке
Мауке (англ. Mauke) — остров, поднятый атолл в Тихом океане в составе южной группы островов Кука (самый восточный). Вместе с соседними островами Митиаро и Атиу (а также необитаемым островом Такутеа) именуется общим названием Нгапутору («три корня» или «три острова вместе»).

## Описание
Остров окаймлён скалами (makatea), лишь в центральной части имеется растительность (мангровые деревья, таро, кокосовые пальмы). На Мауке лучшие пляжи среди соседних островов, но побережье не подходит для сноркелинга. В августе и сентябре к острову подплывают киты.

## История и культура
По местному поверью, легендарный Уке сотворил остров и дал ему название. В прошлом легендарный вождь Каи Моко (Пожиратель ящериц) установил сталагмиты на площадке marae (Paepae A). До прибытия европейцев островами Мауке, Митиаро и Мануаэ — даже Раротонгой и Аитутаки правил Тара-тоа. Однако, на трёх населённых островах Нгапутору имелись свои местные вожди, подчинявшиеся вождям Атиу. Известны три племени и имена их руководителей (титул «арики») на Мауке:
1. Нгати-Нурау под правлением Тамуери-арики,
2. Нгати-Паруаранги под правлением Тараро-арики,
3. Нгати-те-Акатуира под правлением Те Ау-арики.

С появлением в 1900-х годах земельных судов возможность контроля вождём Атиу островов Мауке и Митиаро отпала.
Воинственный клич старожила Мауке, который с макушки дерева заметил подплывающие каноэ с воинами острова Атуи (имеется в виду несметное число врагов):
| Оригинал                                                    | Перевод на русский                                              |
| ----------------------------------------------------------- | --------------------------------------------------------------- |
| Mei te piri-rangi, ki Ana-lo, Mei Ana-lo, ki te piri-rangi. | От горизонта до Ана-ло (место высадки), От Ана-ло до горизонта. |

## Население
Согласно переписи 2011 года, на Мауке проживает 300 человек. Предки местных жителей прибыли на Мауке с острова Атиу, но сегодня представители населения Митиаро и Мауке не соотносят себя с Атиу. Жители Мауке вовсе не ассоциируют себя с племенами Атиу. В 1982 году Джейн Араро Тарики в «Cook Islands News» сообщила, что предпочитает относить своё племя к Are-toa, нежели к Ngati Paruarangi.
На юге и востоке острова жители не проживают, здесь расположены уединённые пляжи.
Собаки на острове запрещены.

## Экономика
С Мауке на Гавайи поставляются листья maire для цветочного дизайна, таро — на Раротонгу.
На острове развит сервис туризма.

## Достопримечательности
Помимо пляжей, сувенирных магазинов и католической миссии здесь сохранился каменный круг с валуном Te Marae O Rongo, где в прошлом восседал вождь. В центре острова, у деревни Макатея лежат руины двухэтажного дворца последней королевы острова, которая скончалась в 1982 году.
Из-за споров между жителями деревень Ареора и Нгатиаруа церковь (1882) разделена пополам и украшена по-разному. Происхождение четырёх вулканических каменных столбов за площадкой Paepae A на коралловом острове неизвестно.
Пещеры:
- В пещере Vai Tango имеется чистое озеро и сталактиты,
- в «Пещере 100 залов» доступны для посещения только 3,
- подводная пещера Kopu Pooki (Каменное брюхо) глубиной около 2 метров привлекательна собирающейся там мелкой рыбой.
- Vai Ou — группа из трёх пещер.